# Viorica Lascu
Viorica Lascu (n. 1919, Blaj – d. 27 ianuarie 2015, Cluj) a fost un filolog și istoric român, una din figurile rezistenței unite (greco-catolice) în România comunistă. Viorica Lascu a fost fiica botanistului Alexandru Borza. A fost căsătorită cu filologul Nicolae Lascu.
Vioricăi Lascu și tatălui ei i se datorează păstrarea singurului album cu fotografiile realizate de Samoilă Mârza la Marea Adunare de la Alba Iulia, din 1 decembrie 1918.

## Lucrări
- Documente inedite privitoare la situația țărilor române în secolul al XVI-lea, în: Anuarul Institutului de Istorie din Cluj 12 (1969), pag. 255-261;
- Consiliul Național Român din Blaj. Noiembrie 1918 - ianuarie 1919. Protocoale și acte, Editura Dacia, Cluj, 1978 (în colaborare cu Marcel Știrban);
- Din legăturile lui August Treboniu Laurian cu Italia, în: Apulum 19 (1981), pag. 287-292;
- Profesorul Giandomenico Serra (1855-1958). Profesor la Universitatea din Cluj, în: SIR 1 (1997), pag. 113-117;
- Semnele timpului, Biblioteca AGRU, Cluj, 2001.

## Mărturii
Viorica Lascu a contribuit cu propriile mărturii despre Ioan Suciu, la volumul Episcopul Ioan Suciu. Mărturii ale martiriului, publicat de Ion Moldovan în 2013, cu o postfață de Emil Hurezeanu.